# Balatonakarattya
Balatonakarattya je obec v Maďarsku v župě Veszprém na pobřeží Balatonu. Osamostatnila se v roce 2014 odtržením od města Balatonkenese, což bylo důsledkem referenda ze srpna 2012, ve kterém byla většina obyvatel pro samostatnou obec. V roce 2015 zde žilo 835 obyvatel.
Sídlo vzniklo v 19. století jako součást letoviska Balatonkenese na východním pobřeží Balatonu.